# Света Богородица (Бистрица)
„Света Богородица“ (на македонска литературна норма: „Света Богородица“) е възрожденска православна църква във велешкото село Бистрица, централната част на Северна Македония. Храмът е част от Повардарската епархия на Македонската православна църква – Охридска архиепископия.

## Архитектура
Църквата е изградена в 1853 година от големия български възрожденски майстор Андон Китанов. В архитектурно отношение е трикорабна базилика с широка полукръгла апсида на изток. Градежът е от кършен камен и има покрив на две води. Входовете са два – от юг и от запад. На южната стена има шест засводени процореца от дялан къмък, а на изток и запад има по един кръстовиден във формата на детелина също от дялан камък.
Във вътрешността трите кораба са разделени от два реда от по четири масивни колони, свързани с арки. Таваните са равни, като този над средния кораб е по висок и е с касетирана декорация, а в средата му има медальон с допоясно изображение на Христос Вседържител, който благославя с две ръце и има отворено евангелие в скута си. Олтарът е отделен с триделен иконостас и има полукръгла апсида и две малки ниши на проскомидията и дяконикона. В западната част има украсена дървена галерия – женска църква.

## Стенописи
Храмът е изписан на два пъти. В 1856 година на северната стена в първата и втората зона от запад на изток е изписана композицията Страшният съд. Сцената е продължена от друг по-схематичен зограф, който оставя датировка 1888, с изображения на Василий Велики, свети Георги Янински и свети Харалампий в първата зона, а над тях – Възнесение Илиево. Цялата останала живопис е дело на първия зограф от 1856 година, който също така е автор на живописта в „Свети Атанасий“ в Богомила (1844) и на повечето икони в „Свети Атанасий“ в Теово. В апсидата в първата зона са фронтални изображения на архиереите Свети Никола, Свети Василий, Свети Йоан, Свети Григорий Богослов и Свети Атанасий, в конхата е Богородица ширшая небес с медальон с Христос на гърдите, а в протезиса е Исус Христос Агнец. На южната стена от изток на запад са Свети Димитър – датирана 1856, Свети Йоан Богослов, Свети Атанасий, Свети Антоний, Свети Дамян, Свети Пантелеймон, Свети Козма и Архангел Михаил вади душата на богатия, също датирана 1856.

## Иконопис от XIX век
На зографа, изписал храма в 1856 година, са и иконостасните икони, изработени в 1853 година. Престолните икони от север на юг са Свети Меркурий със Свети Георги, Света Богородица и Свети Димитър, Свети Георги на кон спасява принцесата, Архангел Михаил на северната врата, Св. св. Петър и Павел, Възнесение Христово, датирана 1853, и Богородица с Христос. На централно поставените царски двери е Благовещение и над сцената допоясни изображения на пророците Соломон и Давид. Престолните икони продължават с Исус Христос Вседържител, Свети Йоан Кръстител, Свети Николай, Архидякон Стефан на южната врата и Възнесение Илиево. Вторият ред икони са дейсисни и на най-различни светци. От север на юг първата икона е повредена и светецът е неидентифициран, следват Тома, Атанасий, Сава, Трифон, Лука, Николай, Антоний, Петър, Екатерина, Богородица, Исус Христос, Павел, Андрей, Йоан Богослов, Николай – вероятно дело на хаджи Кръсте Зограф от Велес, Йоан Кръстител, Йоан Богослов, Арсений, Филип, Яков, Марко, Вартоломей. Третият ред са 7 празнични икони – Константин и Елена, Цветница, Безсребреници Козма и Дамян, Благовещение, Кръщение, Отсичане на главата на Йоан Кръстител и Рождество Христово. Иконостасният кръст е с подножие със змейове и на него е изписано Разпятието Христово, символите на евангелистите двете придружаващи икони на Богородица и Свети Йоан.
В храма има още няколко икони от зографа от 1853 г. – Задпрестолното разпятие со придружаващите икони, Богородица с Христос с Въведение Богородично, Достойно ест и Благовещение. Дело на други зографи от XIX век са целувателните икони на Света Богородица, Света Неделя, Свети Николай, Кръщение Христово, Исус Христос, Йоан Предтеча – вероятно дело на Кръсте Зограф, и Света Богородица с Христос.

## Иконопис от XVII век
В храма има запазени царски двери от XVII век. Те са с широк бордюр във формата на плетеница и са разделени на три части. Долната част е разделена на две еднакви полета, завършващи със сарацинска, двойно пречупена арка. Централното правоъгълно поле е най-голямо и завършва със същата арка. В празното пространство на ъглите над арката има по едно цвете. Горната част завършва дъгообразно. Върху резбата има запазена частична позлат. Върху северното крило няма никакви остатъци от живописта, а на южното в централната част са запазени фрагменти от лицето на Богородица като част от сцената Благовещение. В долната часте запазен фрагмент от изображението на неизвестен светец. Съдейки по резбата, дверите са сходни с тези в църквата „Свети Никола“ в тетовското село Челопек.
От XVI век е и една икона на Свети Николай, изобразен до кръста, благославящ и държащ украсено евангелие. От двете страни е фланкиран с изображения на Христо и Богородица. Иконата има дарителски надпис покрай лявата ръка на светеца „Костатини / Георго / Валето 1697“. Зографът е същият, работил две години по-рано в „Свети Атанасий“ в Богомила.
От XVII век е и силно повредената икона на Свети Димитър на червен кон, пробождащ с копие войник.
Царските двери и двете икони от XVII век вероятно са пренесени от малката църква „Свети Георги“ в Бистрица, която датира от този период.
- Фрагменти от лицето на Богородица от царските двери
- Икона на Свети Никола, XVII век
- Фрагмент от иконата на Свети Никола с дарителския надпис
- Икона на Свети Димитър, XVII век